# Société Entomologique de France
Societatea Entomologică din Franța (franceză Société entomologique de France) este o societate științifică franceză care a luat naștere în ianuarie 1832. Primul președinte al societății a fost naturalistul Pierre André Latreille.

## Președinți
- 1832 : Jean Guillaume Audinet Serville (1775-1858).
- 1833 : Amédée Louis Michel Lepeletier (1770-1845).
- 1834 : Jean-Victoire Audouin
- 1835 : Charles Athanasie Walckenaer (1771-1852).
- 1836 : Philogène Auguste Joseph Duponchel (1774-1846).
- 1837 : Jean-Victoire Audouin (1797-1841).
- 1838 : Jean-Baptiste Alphonse Dechauffour de Boisduval (1799-1879).
- 1839 : Jules Pierre Rambur (1801-1870).
- 1840 : Pierre François Marie Auguste Dejean (1780-1845).
- 1841 : Charles Athanase Walckenaer (1771-1852).
- 1842 : Charles Nicholas Aubé (1802-1869).
- 1843 : Henri Milne-Edwards (1800-1885).
- 1844 : Ferdinando Arborio Gattinara di Breme (1807-1869).
- 1845 : Claude Charles Goureau (1790-1879).
- 1846 : Félix Édouard Guérin-Méneville (1799-1874).
- 1847 : Louis Jérôme Reiche (1799-1890).
- 1848 : Charles Jean-Baptiste Amyot (1799-1866).
- 1849 : Achille Guénée (1809-1880).
- 1850 : Louis Alexandre Auguste Chevrolat (1799-1884).
- 1851 : Louis Jérôme Reiche (1799-1890).
- 1852 : Claude Charles Goureau (1790-1879).
- 1853 : Jean-Baptiste Alphonse Dechauffour de Boisduval (1799-1879).
- 1854 : Léon Fairmaire (1820-1906).
- 1855 : Frédéric Jules Sichel (1802-1868).
- 1856 : Louis Jérôme Reiche (1799-1890).
- 1857 : Jean-Baptiste Eugène Bellier de la Chavignerie (1819-1888).
- 1858 : Jean-Baptiste Alphonse Dechauffour de Boisduval (1799-1879).
- 1859 : Jacques-Marie-Frangile Bigot (1818-1893).
- 1860 : Joseph Alexandre Laboulbène (1825-1898).
- 1861 : Victor Antoine Signoret (1816-1889).
- 1862 : Louis Alexandre Auguste Chevrolat (1799-1884).
- 1863 : Louis Jérôme Reiche (1799-1890).
- 1864 : Charles Nicholas Aubé (1802-1869).
- 1865 : Auguste Jean François Grenier (1814-1890).
- 1866 : Auguste Simon Paris (1794-1869).
- 1867 : Jean-Étienne Girard (1822-1886).
- 1868 : Jean Étienne Berce (1803-1879).
- 1869 : Paul Gervais (1816-1879).
- 1870 : Joseph-Étienne Giraud (1808-1877).
- 1871 : Sylvain Auguste de Marseul (1812-1890).
- 1872 : Joseph Alexandre Laboulbène (1825-1898).
- 1873 : Charles N. F. Brisout de Barneville (1822-1893).
- 1874 : Charles Eugène Leprieur (1815-1892).
- 1875 : Eugène Simon (1848-1924).
- 1876 : Paul Mabille (1835-1923).
- 1877 : Louis Jérôme Reiche (1799-1890).
- 1878 : François Louis Paul Gervais (1816-1879) .
- 1879 : Pierre Mégnin (1828-1905).
- 1880 : Charles Eugène Leprieur (1815-1892).
- 1881 : Léon Marc Herminie Fairmaire (1820-1906).
- 1882 : Louis Jérôme Reiche (1799-1890).
- 1883 : Victor Antoine Signoret (1816-1889).
- 1884 : Édouard Lefèvre (1839-1894).
- 1885 : Émile Louis Ragonot (1843-1895).
- 1886 : Jules Bourgeois (1847-1911).
- 1887 : Eugène Simon (1848-1924).
- 1888 : Jules Künckel d'Herculais (1843-1918).
- 1889 : Joseph Alexandre Laboulbène (1825-1898) .
- 1890 : Paul Mabille (1835-1923).
- 1891 : Antoine Henri Grouvelle (1843-1917).
- 1892 : Camille Jourdheuille (1830-1909).
- 1893 : Édouard Lefèvre (1839-1894).
- 1894 : Félix de Vuillefroy-Cassini (1841-1918).
- 1895 : Émile Louis Ragonot (1843-1895).
- 1896 : Alfred Giard (1846-1908).
- 1897 : Antoine Henri Grouvelle (1843-1917).
- 1898 : Louis Eugène Bouvier (1856-1944).
- 1899 : Charles A. Alluaud (1861-1949).
- 1900 : Alfred Giard (1846-1908).
- 1901 : Eugène Simon (1848-1924).
- 1902 : Henri W. Brölemann (1860-1933).
- 1903 : Louis-Félix Henneguy (1850-1928).
- 1904 : Paul Mabille (1835-1923).
- 1905 : Albert Leveillé (?-1911).
- 1906 : Paul Marchal (1862-1942).
- 1907 : Pierre Lesne (1871-1949).
- 1908 : Joseph de Joannis (1864-1932).
- 1909 : Jules Künckel d'Herculais (1843-1918).
- 1910 : Maurice Maindron (1857-1911).